# 五諸侯二 (井宿)
雙子座τ，又名BD+30 1439，HD 54719、SAO 59858、HR 2697，是雙子座的一颗恒星，视星等为4.41，位于銀經187.22，銀緯17.2，其B1900.0坐标为赤經7h 4m 46.5s，赤緯+30° 17.2′ 33″。